# 莲华镇
莲华镇是中国广东省汕头市澄海区下辖的一个镇。面积19.91平方公里，户籍人口2.6万人，下辖17个行政村。

## 行政区划
- 隆南村、隆华村、隆北村、东光村、溪西村、南美村、后浦村、上墩村、新楼村、下长宁村、西浦村、南塘村、雅道村、碧砂村、东浦村、梅陇村、莲新村

## 交通
- S335 樟公公路

## 风景
- 莲花山：汕头第二高山。
- 莲花山温泉度假村。